# Distrito de Paca

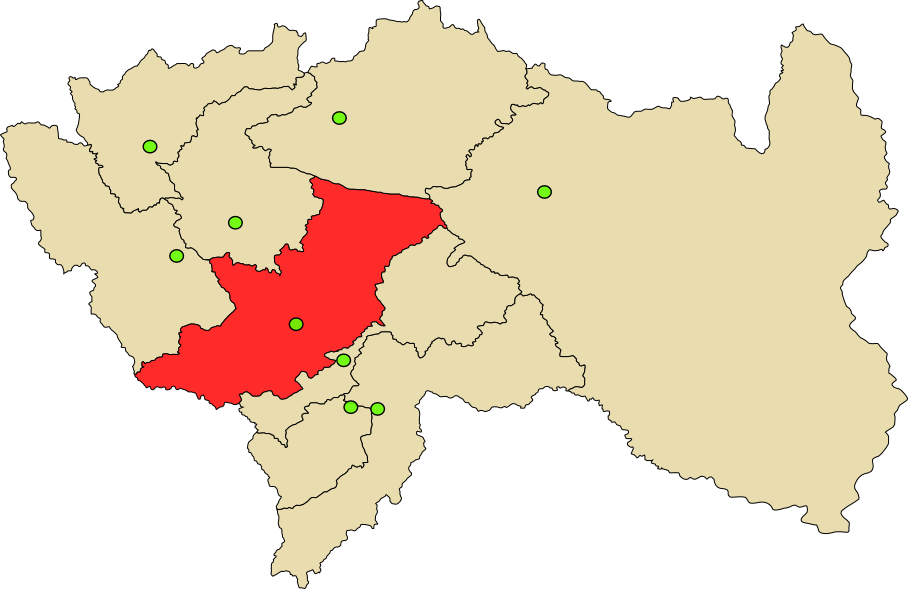
Provincia de Jauja en el Departamento de Junín

El Distrito de Paca es uno de los treinta y cuatro distritos de la Provincia de Jauja, ubicada en el Departamento de Junín, bajo la administración del Gobierno Regional de Junín, Perú. Limita por el norte y por el oeste con el Distrito de  Acolla; por el este con los distritos de Yauli, San Pedro de Chunán; y, por el sur con los distritos de Pancá y Acolla.
Dentro de la división eclesiástica de la Iglesia Católica del Perú, pertenece a la Vicaría IV de la Arquidiócesis de Huancayo

## Historia
El distrito fue creado mediante Ley N.º 9827 del 30 de septiembre de 1943, en el primer gobierno del Presidente Manuel Prado Ugarteche.

## Geografía
Ubicado en la parte norte de la provincia de Jauja, la superficie del distrito de Paca es 34,22 km². El distrito de Paca se encuentra a 3 430 m s. n. m.
Por este distrito cruza el Río Paca-paccha que cuyas aguas desembocan en la laguna. Con quebradas donde se forman bellas cascadas de agua y lagunillas. escondidas en pequeños bosques con abundante fruta silvestre como el tumbo y la granadilla  
Lat. 11°42'20" , Log. 75°30'58"   

## Capital
Su capital es el pueblo de Paca, ubicada a orillas de la turística Laguna de Paca.

## = Barrios === Autoridades

### Municipales
- 2015 - 2018[2]
  - Alcalde: Gilber Vicente Aquino Ureta,  Movimiento Junín Sostenible Con Su Gente (JSG).
  - Regidores: Renee Dolores Peña Luna (JSG), Evelyn Jenny Hurtado Huaccho (JSG), Pedro Segundo Torres Leyva (JSG), Jesús Elías Uscuvilca Poves (JSG), Juan de Dios Nilo Torres Oropeza (Junin Emprendedores Rumbo al 21).
- 2011-20142014[3][4]
  - Alcalde: Gilber Vicente Aquino Ureta, Movimiento Político Regional Perú Libre (PL).
  - Regidores: Renee Dolores Peña Luna (PL), Ines Yeny Camarena Refulio (PL), Eugenio Huaccho Esteban (PL),  Jorge Cazeli Oropeza Huaccho (PL), Félix Hugo Refulio García (CONREDES).
- 2007-2010
  - Alcalde: Rolando Marcelino Rivas Ñaupari.

### Policiales
- Comisaría de Jauja
  - Comisario: Cmdte. PNP. Edson Hernán Cerrón Lazo.[5]

### Religiosas
- Arquidiócesis de Huancayo[6]
  - Arzobispo de Huancayo: Mons. Pedro Barreto Jimeno, SJ.
  - Vicario episcopal: Pbro. Hermann Josef Wendling SS.CC.
- Parroquia[7]
  - Párroco: Pbro. .

## Educación == Economía

### Minería
En la época de la conquista del Perú este sitio fue una importante zona de extracción de minerales ya que se encuentran minas en el cerro llamado Pichjapuquio, donde los conquistadores españoles obligaron a trabajar a los habitantes del Tahuantisuyo .

## Atractivos turísticos
Pequeño distrito de la Provincia de Jauja,  posee ingentes recursos naturales turísticos: la laguna de Paca, el Indio Dormido,, etc. Atesora leyendas y mitos que se han trasmitido de generación en generación como aquel del origen de la laguna, de la sirena de cabellos dorados y de la campana de oro.

### Laguna de Paca
Espejo de Agua de la Laguna de Paca.-designado por Resolución de Alcaldía Provincial de Jauja como pista oficial del deporte de Regatas que se ha venido realizando hasta su quinta versión promovido por la Federación Peruana de Remo. Este evento se encuentra incluido en el cronograma internacional de la Federación. La laguna de Paca figura entre varios otros recursos lacustres de otros países como Cuba, México, Suiza, etc.  La regidora , Prof. Nora Borja de Villanes de la Municipalidad Provincial de Jauja, ha sido la coordinadora desde 1999 y ha desarrollado el producto turístico "Gran Festival Deportivo Lacustre", con éxito.
Durante los años 2000 y 2001 el Barrio Jalpalinja de Paca sirvió como escenario de la salida de los botes competidores y como embarcadero simbólico (punto de partida) se determinó uno que otrora fuera construido y utilizado por el R.P.Francisco Carlé  ("Tayta Pancho"), benefactor de Jauja

### Cueva de Walimachay
Se encuentra en el cerro llamado Jinllo, tiene una entrada pequeña, en su interior existen varias cavernas donde se encuentran estalagmitas, tomando   formas caprichosas; en esta caverna no ha sido todavía explorada científicamente por ningún antropólogo solo por lugareños del distrito de Villa de Paca en los que se han encontrado esqueletos y fósiles muy antiguos. Con sorpresa nos enteramos de que un grupo de jóvenes paqueños agrupados en el Taller Cultural Folclórico "Walimachay" resguardan este patrimonio y lo dan a conocer a algunas personasÁÀ